# Politique étrangère de la Croatie
Les relations internationales de la Croatie sont les relations entre la République de Croatie, qui a proclamé son indépendance le 25 juin 1991, et les autres États et les organisations internationales. Le premier État à reconnaître officiellement la Croatie fut la Slovénie, qui avait également proclamé son indépendance de la Yougoslavie le même jour.

## Chronologie des relations
Les premières élections libres en Croatie eurent lieu en avril 1990.
Le 25 juin 1991, le Sabor (Parlement croate) ratifie la Déclaration de souveraineté et d'autonomie et l'Acte constitutionnel sur la souveraineté et l'autonomie. Ceci équivaut de facto à proclamer l'indépendance du pays de la fédération yougoslave. La Slovénie, qui avait proclamé son indépendance le même jour, fut le premier pays à officiellement reconnaître l'indépendance de la Croatie dès le lendemain, le 26 juin 1991. La Lituanie suivit quatre jours plus tard, le 30 juin.
L'indépendance du pays est formellement proclamée le 8 octobre 1991 par le Sabor lors d'une session historique à Zagreb, en dehors du bâtiment où siègent habituellement les deux chambres à cause de l'état d'alerte général proclamé dans la capitale Zagreb. En effet, le moratoire de trois mois portant sur l'application de la Déclaration et de l'Acte constitutionnel, sursis qui avait été adopté le 7 juillet à Brijuni grâce à la médiation de la communauté internationale, arrivait à son terme. Un quart du territoire national étant alors occupé par l'armée « yougoslave », cette dernière est immédiatement proclamée force d'occupation et sommée de quitter le territoire croate. Plusieurs pays (Ukraine, Lettonie, Islande, Estonie) reconnaissent alors le pays avant la fin de l'année 1991. L'Allemagne annonce également son intention de reconnaître la Croatie, même si elle attendra le 15 janvier 1992, jour de la reconnaissance du pays par la Communauté économique européenne, pour la rendre effective, comme ses partenaires de cette organisation. Entre-temps, le Saint-Siège et Saint-Marin avaient reconnu la Croatie. Le même jour que la CEE, l'Autriche, la Bulgarie, le Canada, la Hongrie, Malte, la Pologne et la Suisse reconnaissent le pays ; ils seront suivis par neuf pays supplémentaires (Tchéquie et Slovaquie comptées séparément) dès le lendemain, parmi lesquels les premiers hors d'Europe (Amérique du Sud, Australie).
Sept autres pays (dont la Bosnie-et-Herzégovine, qui n'avait pas encore proclamé sa propre indépendance) reconnaissent la Croatie avant la fin janvier, ce qui porte la reconnaissance à 41 pays en plus de la CEE. Divers pays d'Asie et d'Afrique ainsi que la Russie et les États-Unis suivent le mouvement avant la fin avril, portant le nombre de pays reconnaissant la Croatie à 48.
La Croatie est finalement admise à l'Organisation des Nations unies le 22 mai 1992. Dix ans après la reconnaissance par la CEE, la Croatie aura établi des relations avec quelque 120 pays à travers le monde.

## Reconnaissance internationale de la Croatie

### Pays (membres et non membres des Nations unies)
| Ordre | État                  | Date de reconnaissance |
| ----- | --------------------- | ---------------------- |
| 1     | Slovénie              | 26 juin 1991           |
| 2     | Lituanie              | 30 juin 1991           |
| 3     | Ukraine               | 11 décembre 1991       |
| 4     | Lettonie              | 14 décembre 1991       |
| 5     | Islande               | 19 décembre 1991       |
| 6     | Estonie               | 31 décembre 1991       |
| 7     | Saint-Siège           | 13 janvier 1992        |
| 8     | Saint-Marin           | 14 janvier 1992        |
| 9     | Allemagne             | 15 janvier 1992        |
| -     | Autriche              | 15 janvier 1992        |
| -     | Belgique              | 15 janvier 1992        |
| -     | Bulgarie              | 15 janvier 1992        |
| -     | Canada                | 15 janvier 1992        |
| -     | Danemark              | 15 janvier 1992        |
| -     | Espagne               | 15 janvier 1992        |
| -     | France                | 15 janvier 1992        |
| -     | Grèce                 | 15 janvier 1992        |
| -     | Hongrie               | 15 janvier 1992        |
| -     | Irlande               | 15 janvier 1992        |
| -     | Italie                | 15 janvier 1992        |
| -     | Luxembourg            | 15 janvier 1992        |
| -     | Malte                 | 15 janvier 1992        |
| -     | Pays-Bas              | 15 janvier 1992        |
| -     | Pologne               | 15 janvier 1992        |
| -     | Portugal              | 15 janvier 1992        |
| -     | Royaume-Uni           | 15 janvier 1992        |
| -     | Suisse                | 15 janvier 1992        |
| 28    | Argentine             | 16 janvier 1992        |
| -     | Australie             | 16 janvier 1992        |
| -     | Chili                 | 16 janvier 1992        |
| -     | Liechtenstein         | 16 janvier 1992        |
| -     | Nouvelle-Zélande      | 16 janvier 1992        |
| -     | Slovaquie             | 16 janvier 1992        |
| -     | Suède                 | 16 janvier 1992        |
| -     | République tchèque    | 16 janvier 1992        |
| -     | Uruguay               | 16 janvier 1992        |
| 37    | Finlande              | 17 janvier 1992        |
| 38    | Roumanie              | 18 janvier 1992        |
| 39    | Albanie               | 21 janvier 1992        |
| 40    | Bosnie-et-Herzégovine | 24 janvier 1992        |
| -     | Brésil                | 24 janvier 1992        |
| 42    | Paraguay              | 27 janvier 1992        |
| 43    | Bolivie               | 29 janvier 1992        |
| 44    | Russie                | 17 février 1992        |
| 45    | Iran                  | 15 mars 1992           |
| 46    | Japon                 | 17 mars 1992           |
| 47    | États-Unis            | 7 avril 1992           |
| 48    | Égypte                | 16 avril 1992          |
| -     | Israël                | 16 avril 1992          |
| 50    | Chine                 | 27 avril 1992          |
| …     | …                     | …                      |

### Entités internationales
| Ordre | Entité                                 | Date de reconnaissance |
| ----- | -------------------------------------- | ---------------------- |
| 1     | Communauté économique européenne (CEE) | 15 janvier 1992        |
| 2     | Organisation des Nations unies (ONU)   | 22 mai 1992 (adhésion) |